# Charlie Buchan
Charles Murray Buchan, detto Charlie (Plumstead, 22 settembre 1891 – Principato di Monaco, 25 giugno 1960), è stato un calciatore e saggista inglese. È il miglior marcatore nella storia del sunderland con 209 reti.

## Carriera
Nato a Plumstead, a Londra, Buchan iniziò a giocare per l'allora amatoriale club del Woolwich Arsenal, al quale si unì nel dicembre 1909. Comunque, date le sue ottime prestazioni, firmò un contratto con il Leyton F.C., dove giocò un anno prima di trasferirsi al Sunderland. Con questa squadra vinse il first Division 1912-1913 e raggiunse la finale di FA Cup nel 1913. Dopo una grande esperienza con il Sunderland, fu riacquistato da parte dell'Arsenal quando aveva ormai 34 anni, ma, nonostante l'età, riuscì a collezionare più di 100 presenze segnando quasi 50 goal.

## Palmarès

### Giocatore

#### Competizioni nazionali
- Campionato inglese: 1

Sunderland: 1912-1913
- Community Shield: 1

Professionisti: 1924